# おりづるタワー
おりづるタワー（HIROSHIMA ORIZURU TOWER）は、広島県広島市中区大手町にある複合商業施設。世界文化遺産・原爆ドームの東90メートルの位置に隣接している。広島マツダの持株会社であるヒロマツホールディングス株式会社が所有・運営している。

## 概要
1978年（昭和53年）3月13日、「広島東京海上ビル」（後の「広島東京海上日動ビル」）としてオープン。東京海上火災保険（後の東京海上日動火災保険）が総工費30億円で建築した。建築当時、屋上看板を東側・北側のみに設置し、広島平和記念公園がある西側・南側については設置しない。壁面色も、落ち着いた淡いベージュ色のタイル張りにするなど、建築当時としては景観に配慮していた。
その後、マツダのディーラーである広島マツダが2010年（平成22年）に取得し「広島マツダ大手町ビル」に改称。2013年（平成25年）8月に改修計画が発表された。改修の理由として、1981年（昭和56年）以前の旧耐震基準で作られた建物の耐震性能の向上を目的としたほか、周辺環境を考慮して建替では無く建物の改修を選択した。
2014年（平成26年）12月に改修工事に着手。2016年（平成28年）7月に、1階のカフェと物産館。12-13階の展望スペースが先行してオープン。同年9月に全ての改修が終わりグランドオープンした。総事業費は約70億円。総事業費は全額広島マツダ側の負担であり公的補助金は一切入っていない。また、建物内のコンテンツ構築は全て広島マツダ側で行い、タワー事業を担当した5人は全員プロパー社員ではなく中途採用の転職組により行われた。
設計者の三分一博志は、既存の約50m余りのビルについて小さな地形と見立て、「世界文化遺産と共存し得る建物」をコンセプトとし、建物全体は周辺の広島平和記念公園（原爆ドーム）との調和を配慮した色を選んだ上で全面的に壁面を緑化。歩いて上ることが出来るスロープや腰掛けることが出来る丘を整備。風を取り入れるために外壁を全て取り除き骨組みのみにし、建物の重量を減らすことで耐震性能を向上。西側のバルコニーと東側のスロープについては、夏の直射光を避け風通しを良くするほかに、耐震の構造補強も兼ねている。各方位のバルコニーには、夏の風の流れを考慮したルーバー・ウインドキャッチャーを設置し、併せて夏場の直射日光・西日が入らない様に配慮している。
これらの景観配慮は、当地が世界遺産である原爆ドームのバッファーゾーン内にあり市条例『平和記念施設保存・整備方針』によって厳しい制限が設けられており、特に「平和記念公園から見た原爆ドームの背景を世界遺産に相応しい景観」にする必要があったためで、市との協議を重ねた結果によるものである。
館内は、1階は、カフェ「握手カフェ -PARK SIDE-」と物産館「SOUVENIR SELECT 人と樹」。2階は、平和教育にも利用できる貸会議室。3階から11階まではオフィスになっている。
12階以上の展望スペースの入場は有料。12階に「おりづる広場」が整備され、来館者が折ったおりづるを北側壁面に整備された、ガラスで吹き抜けになった「おりづるの壁」に落とし入れる事が出来る。屋上階は、展望スペース「ひろしまの丘」カフェ「the Akushu Cafe -windside-」が整備された。「ひろしまの丘」は、来場者が風を強く感じられる様に工夫し、腰掛けることが出来る丘と、大きな庇を整備した。屋外東側には、1階から屋上まで続くスパイラルスロープ「散歩坂」。スロープの横に整備された滑り台は、避難用だけではなく、一般客も自由に利用することが出来る。
年間来場者数は約38万人を見込んでいたが、プレオープンから2ヶ月後の来場者数が約3万人と、目標の約半数の来場者数にとどまっている。
オープン時、「大人入場料：1700円」の高額さが各方面から批判された。この件について、広島マツダの松田哲也代表取締役会長は、「世界から集まる観光客に恥ずかしくない物を作るため、一企業が運営する以上採算的に成り立たせないといけないため」と理解を求めている。「また広島の象徴として、世界遺産の近くにある建築物として恥じない物を作った」と話している
改修前のビルの1階には、広島東洋カープの監督や選手などが利用した喫茶店「マリーナ」が1978年（昭和53年）から2012年（平成24年）まで営業。元店主は経験を買われて、おりづるタワーのテナント誘致の業務を行っていた。
2016年、おりづるタワー6階にドリーム・アーツの広島本社が開設された。オフィス用品には広島県産の素材が用いられた。「ドリーム・アーツ 広島本社」は、第30回目（2017年度）日経ニューオフィス賞（一般社団法人ニューオフィス推進協会・日本経済新聞社）の中国ニューオフィス奨励賞に選出された。2018年1月、地方創生担当大臣梶山弘志がおりづるタワーを訪れ、ドリーム・アーツ広島本社を視察した。2018年6月には、広島県が大型ホテル誘致に伴う再開発のために、公益財団法人広島県男女共同参画財団エソール広島をおりづるタワー10階に移転させた。

## ギャラリー

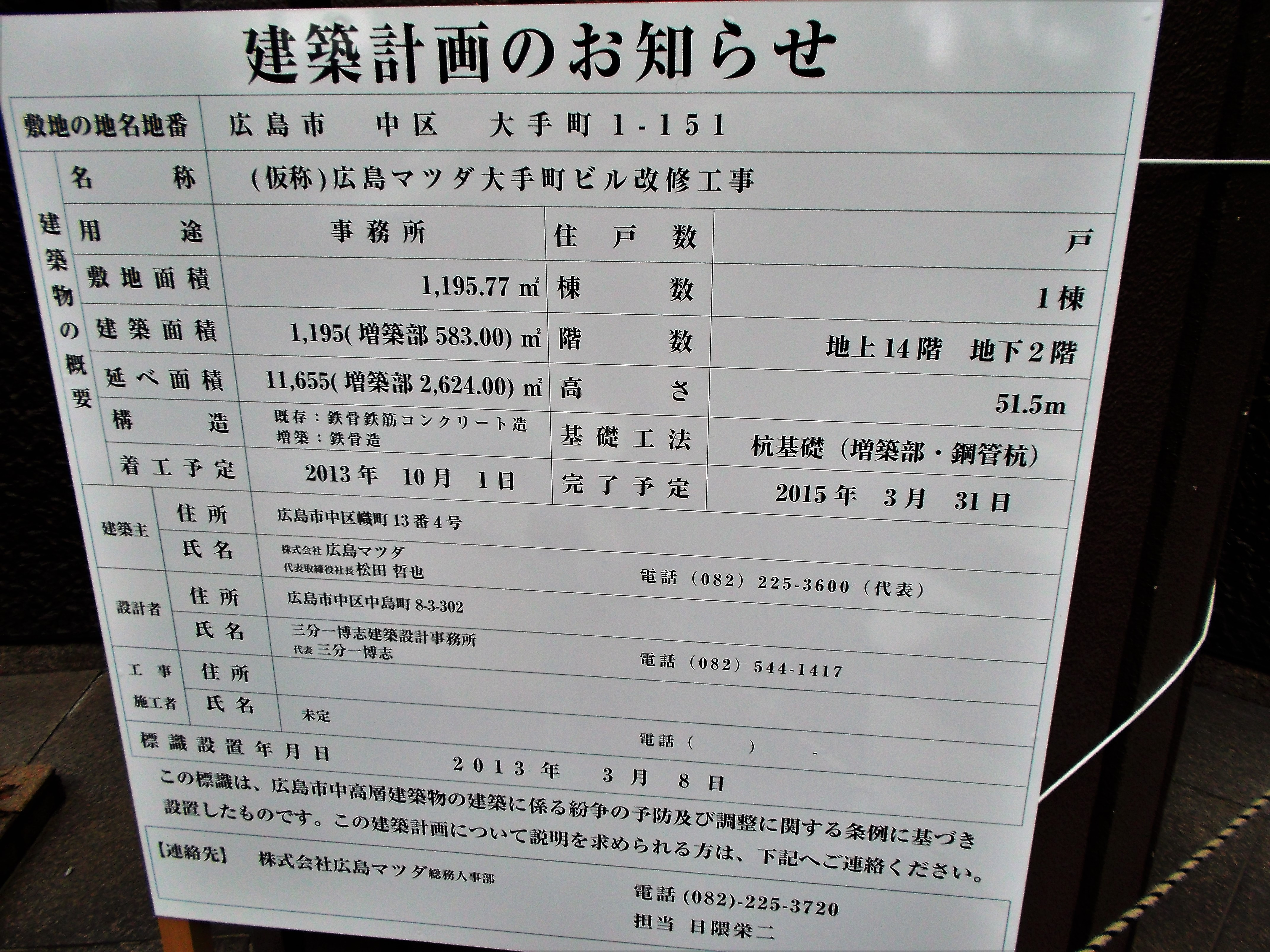
建築計画（2013年3月）
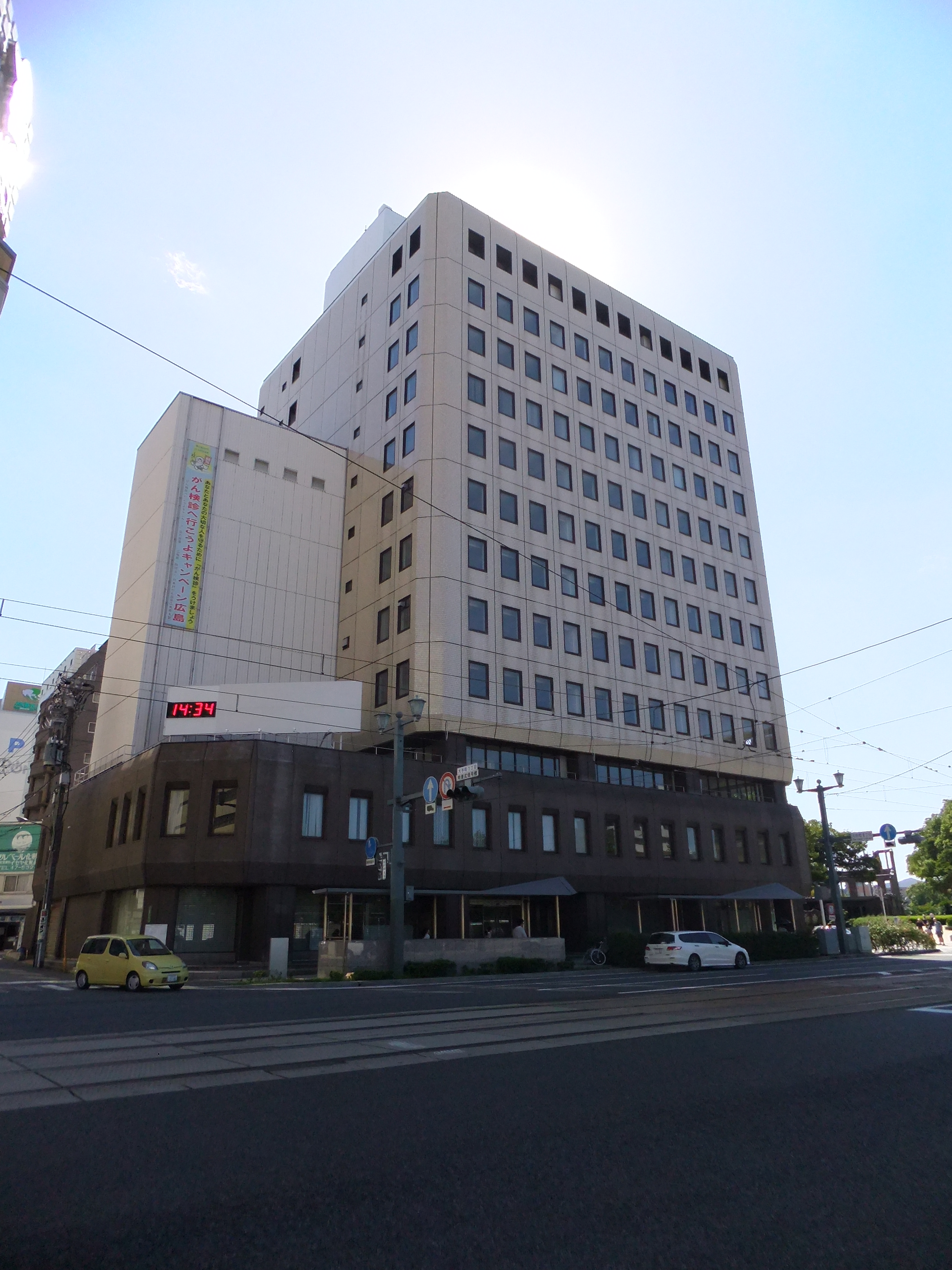
改修前の建物（2013年9月）を別の角度から。現在スロープがあるところには、立体駐車場が整備されていた。
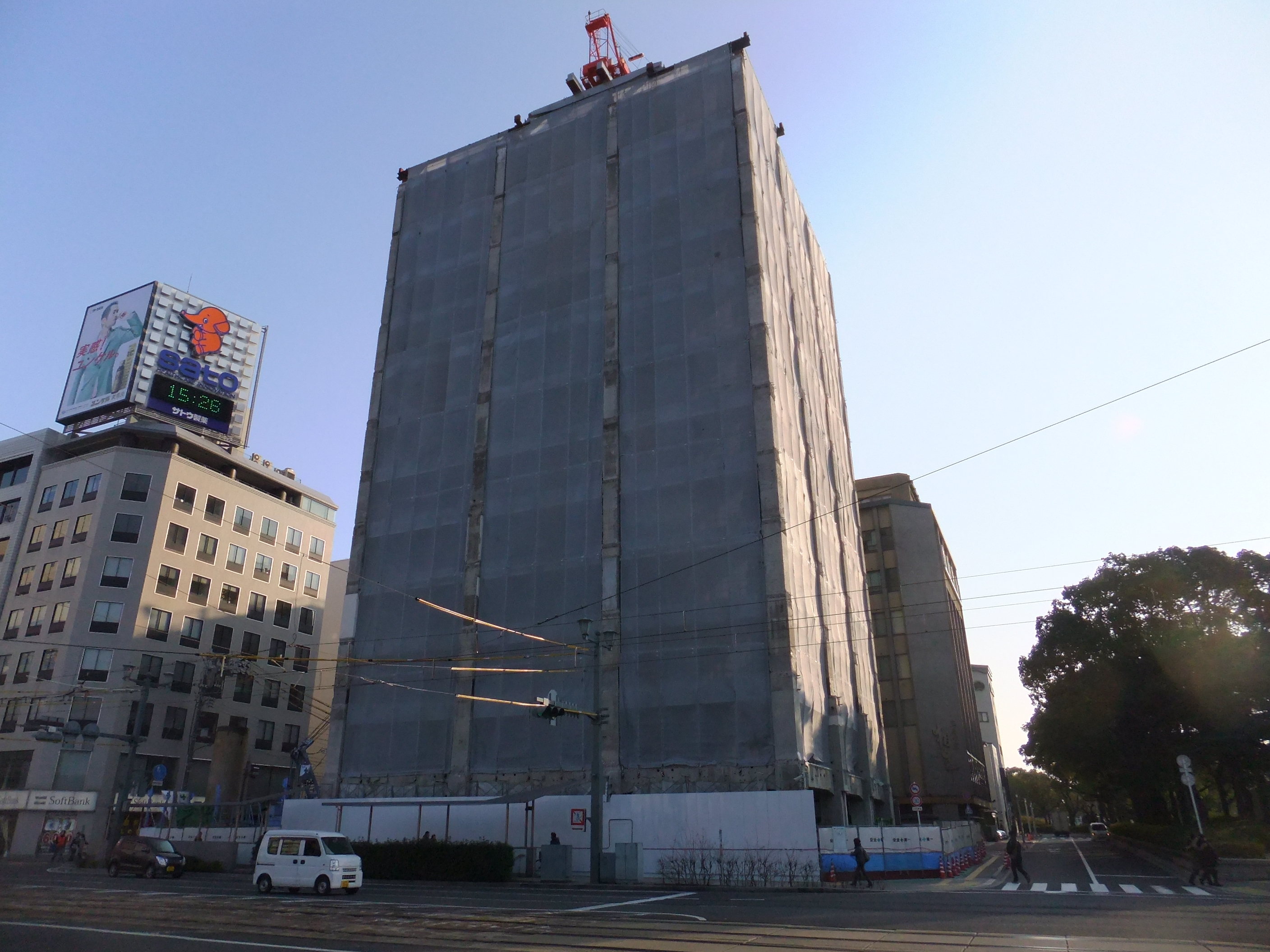
改修開始当初の建物。外装を全て解体している（2014年12月）
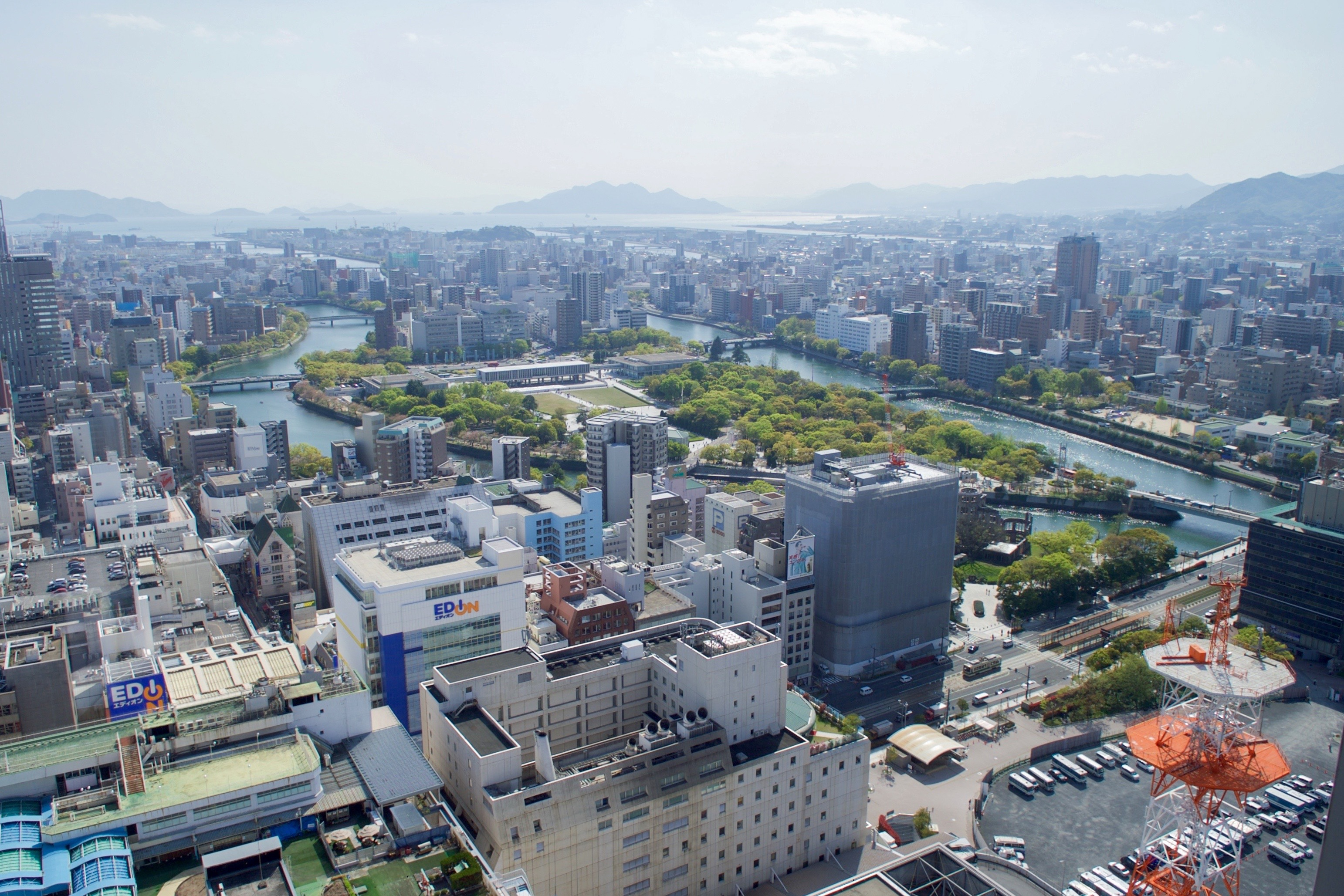
改修終盤の様子（2016年4月）。リーガロイヤルホテル広島から撮影。
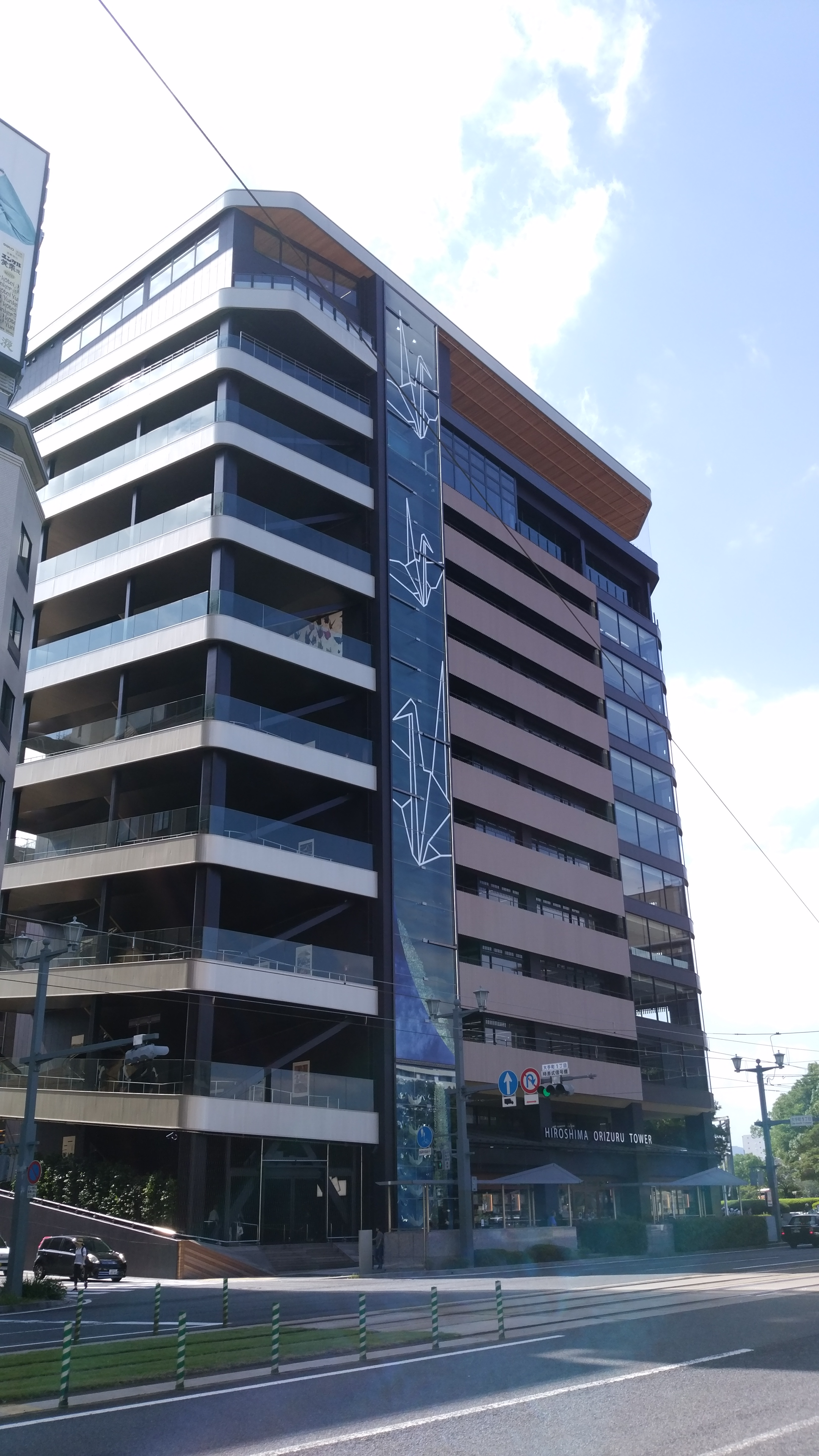
完成後の建物を東側から。巨大なスロープが整備されている
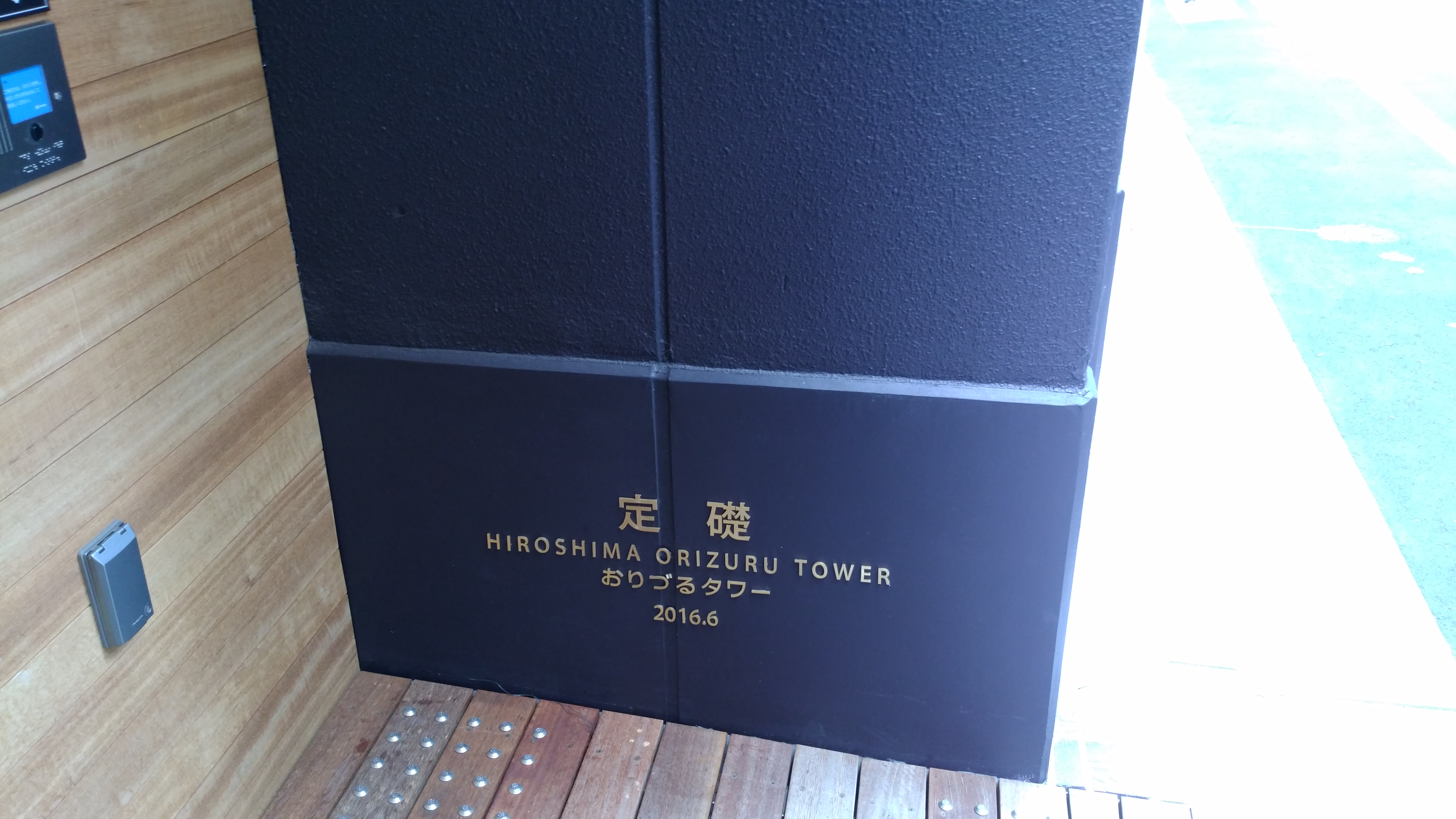
定礎
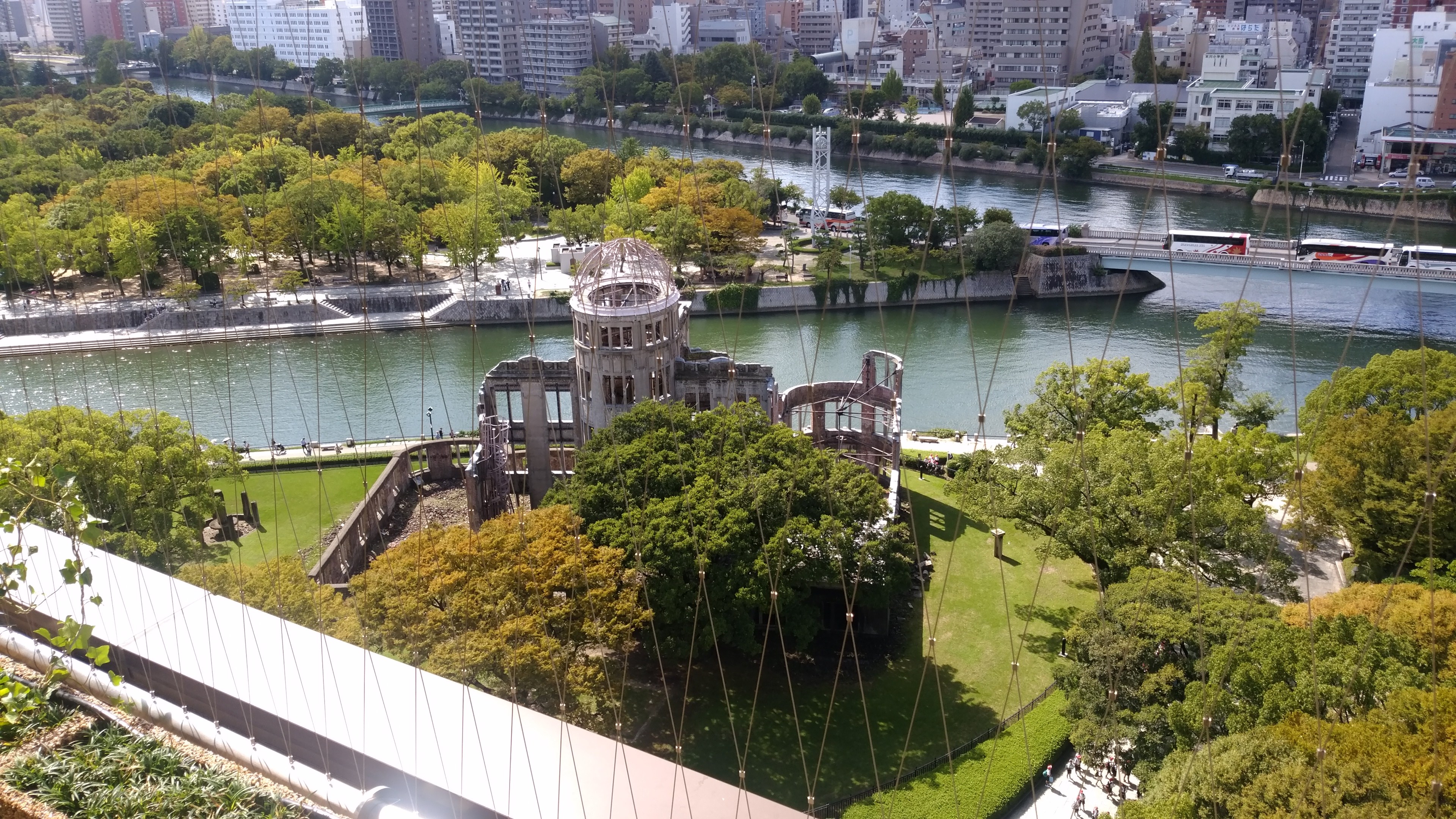
建物内からは原爆ドームの原爆投下当時から残る瓦礫や、建物保存のための補強を確認することが出来る
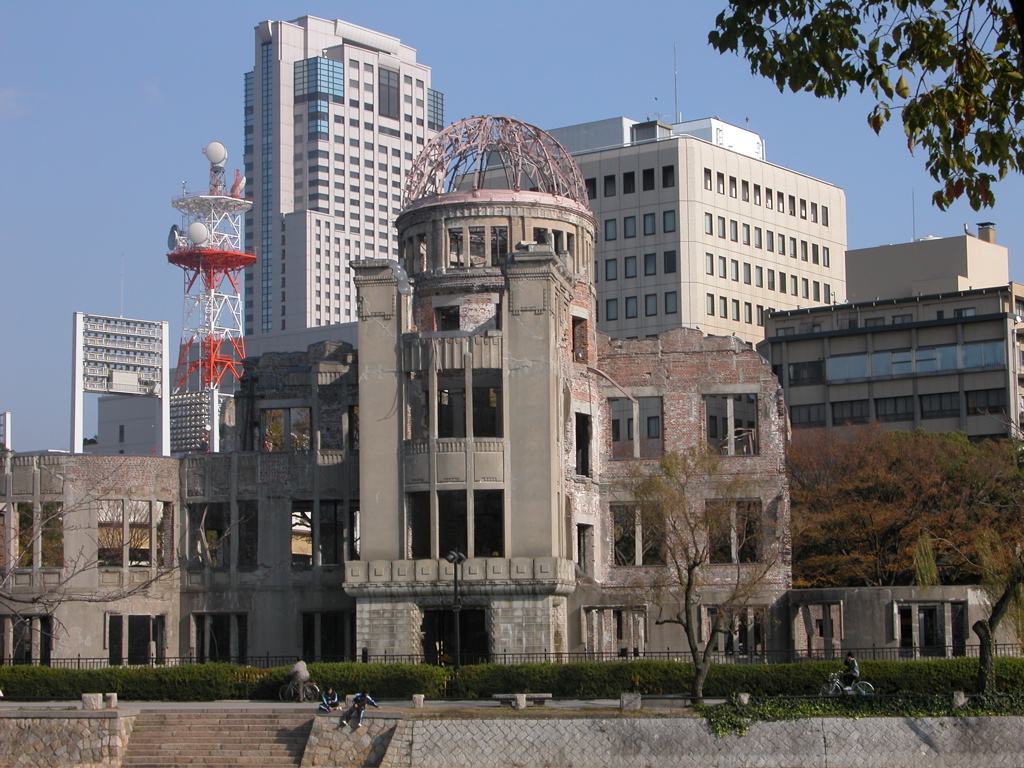
改修前のおりづるタワーと原爆ドーム
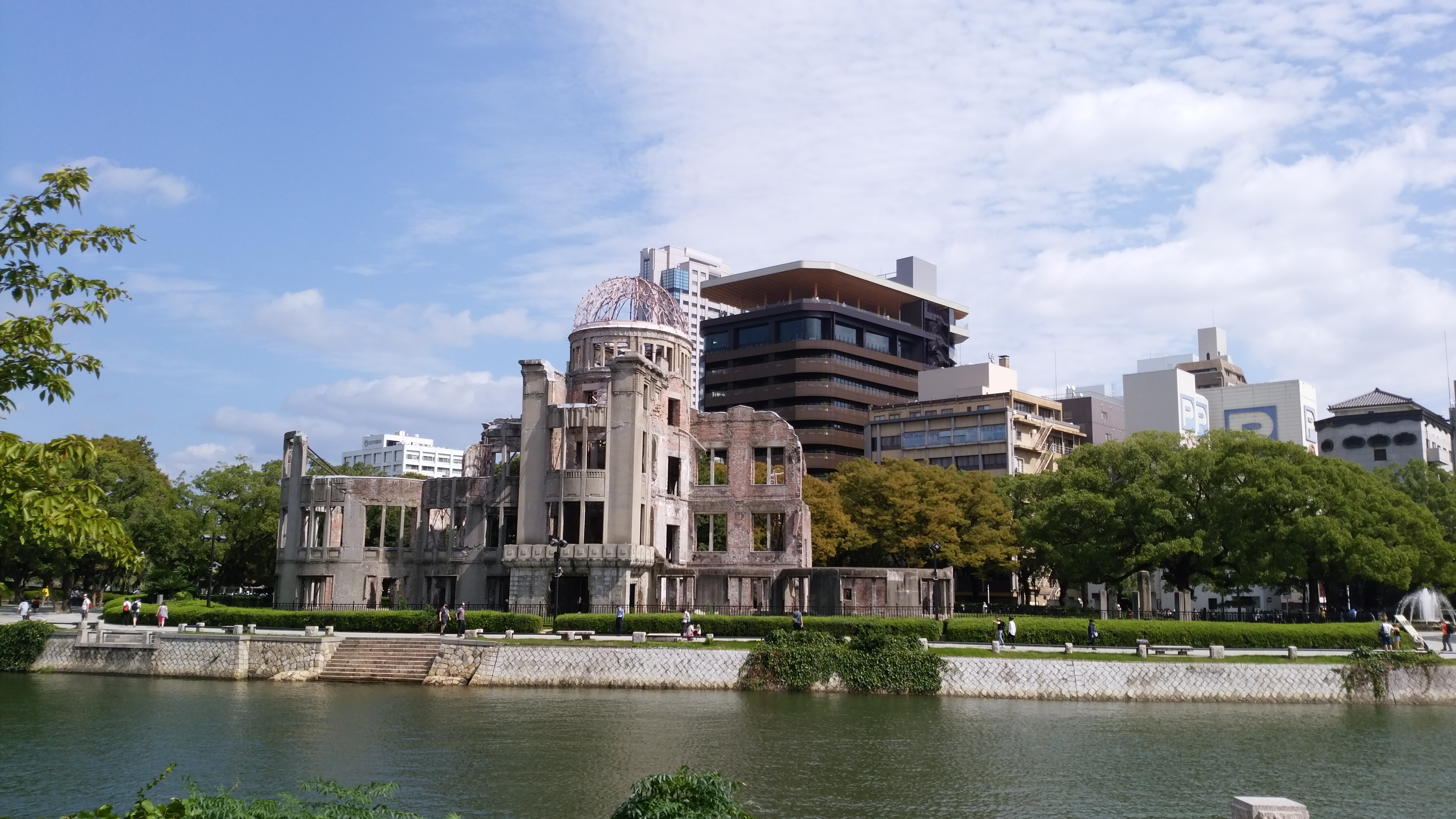
改修後のおりづるタワーと原爆ドーム

## 年表
- 2010年（平成22年） - 現所有者の広島マツダが建物を取得[36]。
- 2013年（平成25年）8月8日 - 広島ピースタワー改修計画を発表。当初は広島ピースタワーの仮称で呼ばれていた[10]。
- 2014年（平成26年）12月17日 - 広島ピースタワー改修の起工式開催[12]。
- 2015年（平成27年）12月15日 - 改修後の建物の名称をおりづるタワーにすることを発表[11]。
- 2016年（平成28年）
  - 7月11日 - プレオープン。1階のカフェと物産館。12-13階の展望スペースが一般開放された[42]。
  - 9月23日 - プレオープン時に工事中だったオフィスを含めて全館開業した。グランドオープンを記念して屋上展望台を同月25日まで無料開放した[18]。
- 2024年（令和6年）
  - 10月 - おりづるタワーの経営を広島マツダから分離し、グループ会社「株式会社広島車両保管サービス」に移管。移管後、広島車両保管サービスの社名を「おりづるタワー株式会社」に変更し、当該会社が運営する[43][44]。

## アクセス
- 広電電車
  - 原爆ドーム前停留場：
- バス
  - 広島バスセンター（徒歩5分）

### 補足
1. 1 2 3 4  公式英称には、日本語の名称には無い「HIROSHIMA」が建物名に加えられている[1]。

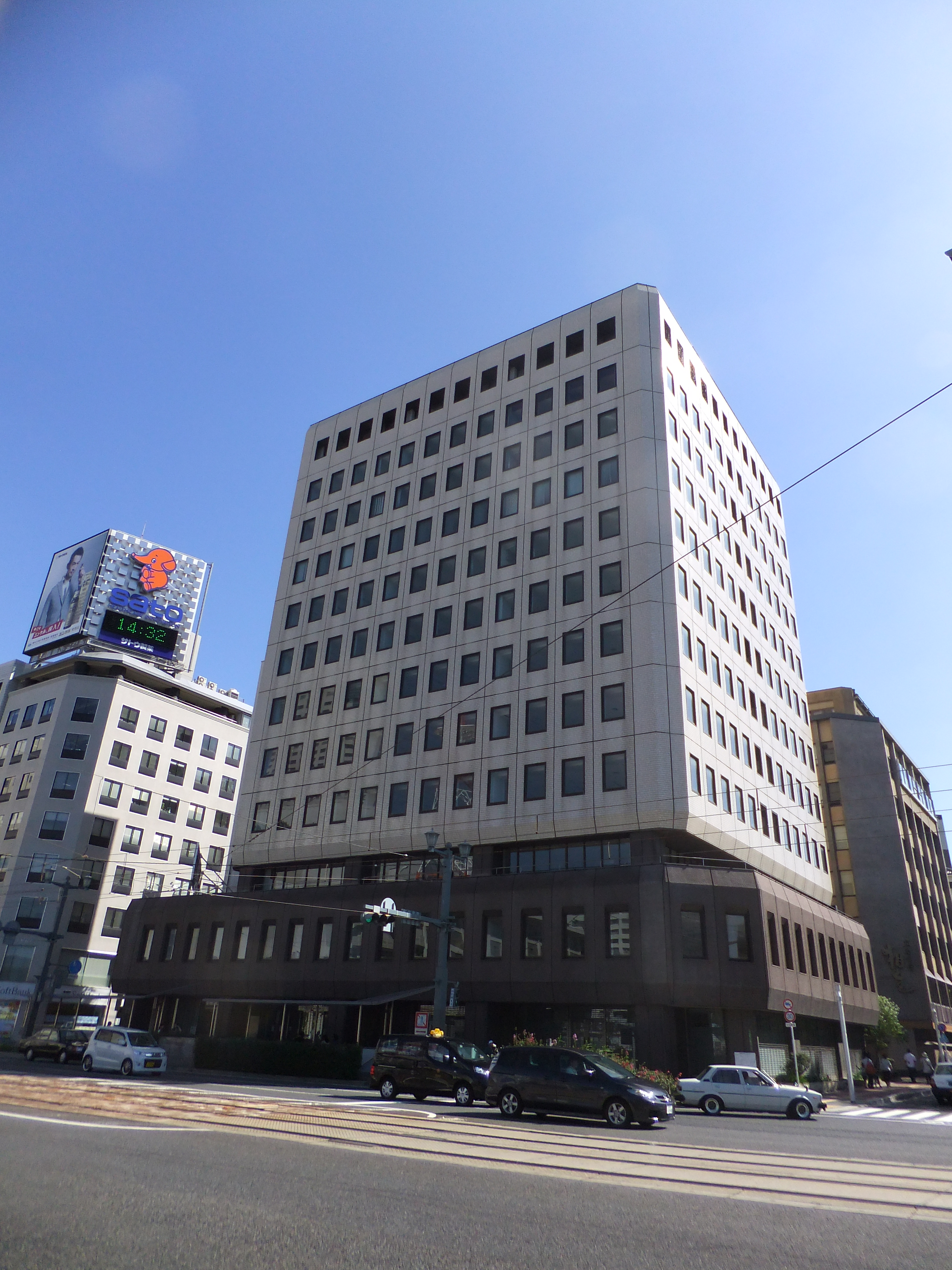
改修前の建物をテンプレート内の画像と同じ角度から。建築当時は、淡いベージュ色のタイル張り。看板を平和公園側に設置しないなど、周辺環境に配慮した建物だった。

2. ↑  改修計画を発表した2013年（平成25年）8月から[10]、2015年（平成27年）12月におりづるタワーの名称が決まるまで、広島ピースタワーの仮称で呼ばれていた[11]。
3. ↑  建設時に、仮設の看板を公園側に設置したときに目立ちすぎた事も設置しなかった理由に挙げられている[6]。
4. ↑  事前に広島市役所に確認した際「そこまで気を配る必要はありません」と返答を受けたが、当時の担当者が気にして建物の色を決めている[6]。
5. ↑  現在も隣接地にある旅館の改装前は、看板を堂々と設置していた[6]。
6. ↑  当時の新聞記事には「屋外広告にはもってこいの場所」とも書かれている[6]。
7. ↑  広島マツダにはマツダの資本が入っていないが、マツダの創業家（松田家）の末裔が経営を行っている[13]。
8. ↑  元々の所有者から購入を持ちかけられたから[14]。購入に際し、眺望に一目惚れして即決[15]。「ただのオフィスビルにしては駄目だ」と購入当初から観光施設の整備を考えていた[14]
9. 1 2  物産館については、原爆ドームの前身「広島県産業奨励館」の継承も意図している[11]。
10. ↑  計画当初は、被爆70年に当たる2015年夏の完成を予定していたが[10]、建築関係の技術者の不足で2016年9月完成に延期されている[12]。
11. ↑  2013年（平成25年）8月の計画発表時は約40億円[10]。2014年（平成26年）12月建設開始時には約50億円を予定していた[12]。
12. ↑  開業当時の入場料大人1700円[17]。2023年4月から2200円[28]。2013年（平成25年）の計画当初は、12階の平和教育のスペースとして無料、屋上階の展望スペースは300円程度を予定していた[10]。
13. ↑  有料。100円。[29]
14. ↑  広島平和記念資料館の来場者数の約3分の1[10]。

### 参照
1. ↑  おりづるタワー HIROSHIMA ORIZURU TOWER
2. ↑  『ゼンリンの住宅地図'80 広島市 東区 西区 南区 中区』 183ページ
3. 1 2 3 4 5 6 7 8  建物概要 - おりづるタワー
4. 1 2  おりづるタワー竣工 - 日刊建築工業新聞 2016年7月11日
5. ↑  実績紹介 オフィス・店舗他 - 増岡組
6. 1 2 3 4 5 6 7 8 9  『新築ビル「聖地」に敬意 平和公園近く 屋上の看板回れ右 壁の色も派手さ避ける』 - 中国新聞（夕刊） 1978年3月14日 2ページ
7. ↑  おりづるタワー -  シービーアールイー株式会社
8. ↑  おりづるタワー HIROSHIMA ORIZURU TOWER
9. ↑  おりづるタワー HIROSHIMA ORIZURU TOWER
10. 1 2 3 4 5 6 7 8  平和学習の場や物産館に改修　広島マツダ、原爆ドーム隣ビルで計画 - 中国新聞 広島メディアセンター 2013年8月9日
11. 1 2 3  広島・原爆ドームそばに複合ビル「おりづるタワー」　広島マツダが自社ビル改修 - 広島経済新聞 2015年12月17日
12. 1 2 3 4 5  ピースタワー 16年開業 広島マツダ 原爆ドーム隣 着工 - 中国新聞 広島メディアセンター 2014年12月18日
13. ↑  経済人たちの戦後70年＜1＞広島マツダ（広島市中区）・松田欣也会長 - 中国新聞 広島メディアセンター 2015年8月11日
14. 1 2 3 4 5  平和を望む 街を望む 原爆ドーム隣「おりづるタワー」今秋オープン　復興を感じる場に - 中国新聞 広島メディアセンター 2016年2月24日
15. 1 2  株式会社 広島マツダ　代表取締役兼CEO　松田哲也様② - HFM DAYS♪
16. ↑  日経アーキテクチュア - 20160825号 フォーカス 建築 おりづるタワー（広島市）
17. 1 2  おりづるタワー 展望階オープン 広島市中区 - 中国新聞 広島メディアセンター 2016年7月12日
18. 1 2  おりづるタワー、全館開業　展望台25日まで無料、貸し切りも - 日本経済新聞 2016年9月24日
19. ↑  変わる街 風感じ ヒロシマ一望 中区の「おりづるタワー」 物産館や滑り台も - 中国新聞 広島メディアセンター 2016年7月1日
20. ↑  会社が「戦う集団」になり、新たな事業の道が拓けた。 - リージョナルスタイル
21. 1 2  『三分一博志 瀬戸内の建築』 275ページ
22. ↑  「おりづるタワー」プレオープンのご報告と緑化推進に関するお願い Archived 2016年10月9日, at the Wayback Machine. - おりづるタワー 2016年7月11日
23. 1 2 3 4  『三分一博志 瀬戸内の建築』 282ページ
24. ↑  平和記念施設保存・整備方針　第1　はじめに　～保存・整備方針策定の趣旨～ - 広島市
25. ↑  平和記念施設保存・整備方針　第5　4．平和記念公園周辺の民有地を含む空間整備の基本方針 - 広島市
26. 1 2 3  フロアガイド - おりづるタワー
27. 1 2  おりづるタワー まもなく完成、広島・原爆ドーム横に - 広島ニュース 食べタインジャー 2016年6月9日
28. ↑  入場料金改定のお知らせ - おりづるタワー 2023年4月18日
29. ↑  チケット -おりづるタワー
30. ↑  作品詳細 おりづるタワー - 新建築
31. ↑  スパイラルスロープ“散歩坂” - おりづるタワー
32. ↑  おりづるタワー、展望台から広がる広島の美しさと平和の祈り - 広島ニュース 食べタインジャー 2016年8月3日
33. ↑  おりづるタワー 23-25日 入場料が無料 営業時間を短縮へ 広島市中区 - 中国新聞 広島メディアセンター 2016年9月7日
34. ↑  株式会社 広島マツダ　代表取締役兼CEO　松田哲也様⑤ - HFM DAYS♪
35. ↑  「一般社団法人　広島県測量設計業協会」2018年12月6日開催の「経営者懇談会」基調講演より
36. 1 2 3  老舗喫茶元店主 力添え 原爆ドーム東隣「おりづるタワー」 地縁生かしオフィス誘致 - 中国新聞 広島メディアセンター 2016年2月29日
37. ↑  広島本社開設｜株式会社ドリーム・アーツ - ドリーム・アーツ 2018年12月1日
38. ↑  ドリーム・アーツ、日経ニューオフィス賞の奨励賞を受賞 - ドリーム・アーツ 2018年12月1日
39. ↑  【中国新聞】記事「中国新聞地方大学振興へ梶山大臣が視察　広島大やIT企業」にドリーム・アーツ広島本社が掲載 - ドリーム・アーツ 2018年12月1日
40. ↑  財団移転のお知らせ - エソール広島 2018年12月1日
41. ↑  広島、国際会議の拡大めざす　大型ホテル誘致へ再開発 - 日経新聞 2018年12月1日
42. ↑  おりづるタワー完成 広島 11日 展望所オープン - 中国新聞 広島メディアセンター 2016年7月7日
43. ↑  日刊自動車新聞2024年10月3日分記事より
44. ↑  国税庁法人番号公表サイトにて2024年10月6日確認